# Organização Republicana Galega Autônoma
A Organização Republicana Galega Autônoma (ORGA) foi um partido político galego, de caráter republicano e autonomista que se fundou no Outono de 1929 na Corunha com a participação das Irmandades da Fala  e o Casino Republicano dirigido por Santiago Casares Quiroga, quem se converteu no seu principal dirigente apesar de ser os galeguistas majoritários num primeiro momento (o que explica que no seu primeiro manifesto a ORGA reclamasse uma república federal e que quando o setor galeguista ficou em minoria a ORGA defendesse o autonomismo).
Embora a maior parte da sua militância procedesse das classes médias urbanas, a ORGA conseguiu atrair várias sociedades agrárias espalhadas por toda a Galiza, que constituíram a Organização Agrária Galega.
Em Março de 1930 organizou-se a Federação Republicana Galega, na que se integraram partidos republicanos como o Partido Republicano Radical e o Partido Republicano Radical Socialista. Após a proclamação da República deixaram a FRG o PR e o PR-S, embora a FRG continuasse existindo até Abril de 1932.
A ORGA fez parte do primeiro governo da República por meio de Santiago Casares Quiroga e tornou-se a primeira força política da Galiza nas eleições às Cortes Constituintes (apresentando-se como FRG), obtendo 14 cadeiras e formando o grupo da Minoria Galega do Congresso, na qual se integraram Castelao e Ramón Otero Pedrayo. 
Em Maio de 1932 a ORGA passou a se denominar Partido Republicano Galego (PRG), em Outubro desse ano o partido entrou em crise ao se integrar a direção da província de Pontevedra em Ação Republicana, e nas eleições de 1933 apenas obteve cinco cadeiras. Em 1934 uniu-se à Ação Republicana e Partido Republicano Radical Socialista Independente para formar a Esquerda Republicana.

## Estatuto
A ORGA contava com um setor galeguista que pulou por fazer da ORGA um partido comprometido com a realidade nacional galega e que assumisse o autogoverno como um referente político, mas também contava com um outro setor desinteressado da consecução de qualquer autonomia para a Galiza. Contudo após a proclamação da república foi a ORGA a que tomou a iniciativa convocando a 4 de Junho de 1931 uma assembléia pró-Estatuto, da qual saiu um primeiro projeto de estatuto, que resultou frustrado. Após de outro projeto fracassado no final de ano, o prefeito de Santiago de Compostela, militante da ORGA convocou uma assembléia de municípios em 1932 do qual saiu um projeto de estatuto e um Comité Central de Autonomia da Galiza presidido por Bibiano Fernández Osorio-Tafall, mais assim mesmo o principal valedor deste projeto não foi a ORGA senão o Partido Galeguista, devido em parte a que o setor galeguista tinha cada vez menos peso no seio da ORGA e o freio que o próprio Casares Quiroga como ministro da Governação lhe pôs. Progressivamente o setor galeguista da ORGA foi-se distanciando do partido e acabou majoritariamente integrando-se no Partido Galeguista,  sendo em princípios de 1934 que Antón Vilar Ponte, um dos últimos dirigentes galeguista da ORGA,  se integrou no PG. 

## Imprensa
A ORGA num primeiro momento não contou com um órgão oficial de imprensa para difundir o seu ideário, tentou sem sucesso mercar algum jornal corunhês e entre Junho de 1931 e Julho de 1932 El Orzán tornou-se no seu porta-voz oficioso, recebendo o apóio também de El País de Pontevedra até Novembro de 1932. Em 1933 a direção do partido acorda editar de novo um antigo jornal que dirigiria Casares Quiroga, Tierra Gallega.